# Friedrich Nietzsche
Friedrich Wilhelm Nietzsche (IPA: /ˈfʁiːdʁɪç ˈv̥ɪlɦɛlm ˈniːt͡ʃə/), född 15 oktober 1844 i Röcken vid Lützen i Preussen, död 25 augusti 1900 i Weimar i Sachsen-Weimar-Eisenach, var en tysk filosof, arbetskritiker, författare och klassisk filolog.
Nietzsche var från början influerad av bland andra Arthur Schopenhauer, Richard Wagner och Charles Darwin, men kom mot slutet av sitt liv att ta kraftigt avstånd just från dessa. Han är kanske mest känd för sina teorier om övermänniskan och för sin glödande kritik mot kristendomen. Han förordade en estetisk kultur istället för den kristna självuppoffringen och humanismens moral, därför lanserade han distinktionen mellan apolloniska och dionysiska ideal. Vetenskapen blev ett av de ämnen han kritiserade hårdast, han menade att den hade tagit kål på både religionens ursprungliga andliga betydelse och den romantiska verklighetsflyende konsten. Han var även väldigt tydlig i sin åsikt om att religionen i sig var något fundamentalt negativt, ett ont som berövade människan all hennes skapande-kraft.
Nietzsches tankegods har inspirerat kända tänkare som Max Weber, Sigmund Freud, Ernst Jünger, Martin Heidegger, Le Corbusier, Wittgenstein, August Strindberg, Jacques Derrida, Jean-François Lyotard, Sartre, Michel Foucault, Gilles Deleuze, Guillaume Faye och Edith Södergran. 
Nietzsche var samtida med romantiken och den tankeströmningen kom att påverka hans tidiga verk, men den fick sedan stå tillbaka till förmån för realismen och positivismen, med tiden blev han en av romantikens häftigaste kritiker. Nietzsche blev en viktig föregångare till existentialismen, tillika stor inspiratör för konstnärer under modernismen och senare.

## Biografi

### Uppväxt och bakgrund
Friedrich Nietzsche föddes tre mil sydväst om Leipzig i kyrkbyn Röcken. Hans mor hette Franziska Oehler, hans far Carl Ludwig Nietzsche var protestantisk präst.  Även hans farfar Friedrich August Ludwig Nietzsche hade varit prost, och hans morfar David Ernst Oehler var präst. Tänkbart att detta hade inverkan på hur Nietzsche såg på religion senare i livet. 
Nietzsche hävdade själv att hans farfars far varit polsk greve, ett påstående som inte kunnat beläggas. Påståendet tillkom under Nietzsches senare liv, då han var i opposition mot den tyska nationalismen och rasismen. Det kan förstås som att han i protest mot sagda nationalism velat framhålla sitt polska påbrå som mer framträdande än det faktiskt var. 
När Nietzsche var bara fyra år, avled hans far. Efter faderns död flyttade familjen till mormodern i Naumburg an der Saale, och Nietzsche växte upp där tillsammans med en tre år yngre broder, Joseph, som levde till ett års ålder, och sin syster Elisabeth som var fyra år yngre. Hushållet rymde även pappans två ogifta systrar.
Barnen fostrades protestantiskt och konservativt. Till detta hörde att lära sig spela piano, och han började komponera vid tio års ålder. Familjen var konservativ, anhängare av politiken som förts i Heliga romerska riket av tysk nation, en politik som stödde sig på altaret och svärdet och som inte såg med blida ögon på varken revolutioner eller arbetarrörelsen. År 1858 skrevs Nietzsche in vid internatskolan Schulpforta, där han studerade klassiska språk och han även slog fast att han saknade sinne för matematik. Han konfirmerades 1861, men tog året därefter avstånd från den etablerade kristendomen. Sitt specialarbete tillägnade han Theognis och han bildade samtidigt ett sällskap, Germania. Två samtida intellektuella han tog intryck av var Ralph Waldo Emerson och Schopenhauer. Under gymnasietiden började han lida av svår migrän, en pina som förföljde honom livet ut. Denna migrän och problemen med matematiken gjorde att han tog studenten först när han var 20 år, 1864.

### Student- och soldatår
Nietzsche inskrevs år 1864 vid universitetet i Bonn, där han studerade klassisk filologi, filosofi och konsthistoria. Han tog starkt intryck av professor Friedrich Ritschl. När denne fick en professur vid Universität Leipzig år 1865 följde Nietzsche med honom som student. Ritschl medverkade till att Nietzsche publicerade sin första artikel i Rheinisches Museum 1867–69, som var en revidering av hans specialarbete om Theognis, kompletterad med uppgifter om de grekiska lyrikerna och källorna till Diogenes Laertios. Flera av hans studiekamrater blev vänner för livet, däribland Erwin Rohde, Paul Deussen och Carl von Gersdorff.

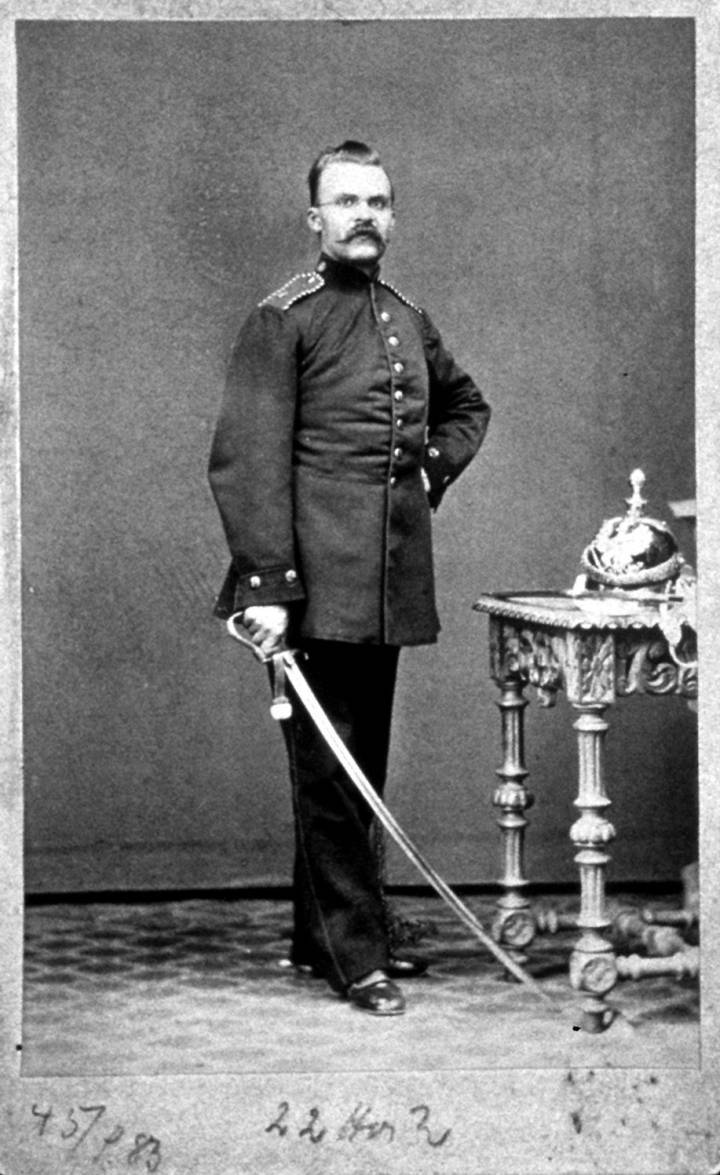
Nietzsche poserar i sin preussiska artilleriuniform 1867.

Eftersom Nietzsche var närsynt hade han fått frisedel vid mönstringen. År 1867 tog han frivillig värvning i det beridna fältartilleriregementet i Naumburg i Preussens armé. Orsaken till detta beslut kan ha varit Schopenhauers inflytande.[källa behövs] Nietzsche blev dock skadad redan efter ett halvår och vanskötsel av såren ledde till att läkningsprocessen drog ut på tiden, vilket satte stopp för hans fortsatta karriär i armén.

### Akademisk karriär och mellanspel som sjukvårdare
På Ritschls rekommendation anställdes Nietzsche i stället 1868, vid 24 års ålder som extra ordinarie professor i klassisk filologi vid universitetet i Basel i Schweiz, detta trots att Nietzsche inte promoverats som brukligt är när det gäller professurer. Han utnämndes 1869 till ordinarie professor. Han sade då upp sitt preussiska medborgarskap utan att ansöka om ett nytt i sitt nya hemland, och var från den tiden till sin död statslös. Intresset för språk ersattes med tiden av ett vaknande intresse för försokratikerna, särskilt genom Diogenes Laertios förmedling. Hans inställning till den akademiska världen blev så småningom bitter. I stället ville han grunda ett fritt lärosäte för hela Europa, men saknade därtill medel. Han undervisade om Aiskylos och grekisk lyrik, samt i latin och grekiska vid gymnasiet. Hans installationsföreläsning handlade om Homeros och drog många åhörare. Bland kollegorna fanns Jacob Burckhardt, han låg till grund för Nietzsches intresse för den hellenistiska kulturen och renässansen. Nietzsche hade även ett flitigt tankeutbyte med religionshistorikern Franz Overbeck.
I slutna sällskap uppträdde Nietzsche ofta som pianist. Han fick rykte om sig att vara en mycket framstående sådan. När Richard Wagner och hans hustru Cosima besökte Leipzig år 1868 fick de höra talas om hans talang, och detta blev upptakten till en ömsesidig beundran och vänskap. Nietzsche skrev ett antal musikstycken, men hans förmåga i det avseendet betraktas allmänt som obefintlig. Under tiden när paret Wagner bodde i Villa Tribschen utanför Luzern 1869–72 var Nietzsche en regelbunden gäst i deras hem.
I det fransk-tyska kriget 1870–1871 deltog han som sjukvårdare, varunder han var tjänstledig från universitet. De mödor han utstod då bidrog antagligen till att hans redan dåliga hälsa försvagades ännu mer. När han återvände till Basel, började han skriva böcker vid sidan av undervisningen. Nietzsches första stora verk, Geburt der Tragödie (Tragediens födelse), utgivet 1872, innebar en total brytning med Ritschl och öppet hån från framstående professorer. Sågningen ledde till att nästan alla studenter uteblev från hans föreläsningar.
Nietzsche var under denna tid mycket aktiv som författare. År 1873 skrev han en kritik till David Strauss (David Strauss, der Bekenner und Schriftsteller, Vom Nutzen und Nachteil der Historie für das Leben (Historien och livet) som utkom året därpå, liksom Schopenhauer als Erzieher (Schopenhauer som uppfostrare). Han skrev och utgav böcker i hög takt, och hans produktion var omfattande. Många utkast från denna tid förblev outgivna. Framåt 1874 framgår av brev till modern att han hade ledsnat på professuren och ville ägna sig fullt ut åt sitt skrivande. 
En danska, Rosalie Nielsen, förälskade sig år 1875 i Nietzsche. Hon var en frånskild officershustru och revolutionär och känslorna var inte besvarade. Kommentarer om kvinnor han har skrivit i anslutning till bekantskapen med henne och andra har gjort att han ibland betraktats som misogynist. Samtidigt hade han flera kvinnliga vänner, en av hans stora kärlekar i livet förmodas ha varit Cosima, fru Wagner, Liszts dotter; en annan var Olga Herzen. Den 11 april 1876 friade han till Mathilde Trampedach, av baltisk uradel, men hon avböjde. Bortsett från romantiska förbindelser med gifta kvinnor som var hans elever i filosofi tillbringade han även en del tid hos prostituerade där han eventuellt ådrog sig en syfilissjukdom som kan ha utvecklats till neurosyfilis. Vissa tror att sjukdomen var bakgrunden till Nietzsches mentala ohälsa senare i livet. Denna ohälsa gjorde att Thomas Mann tog Nietzsche som modell till en karaktär i verket Doktor Faustus (1947), nämligen "den syfilitiske konstnären" Adrian Leverkühn. 
Däremot hade Nietzsche aldrig de symptom på ögon, hud eller nervsystem, som är vanliga när det gäller syfilis. Dessutom var förloppet i Nietzsches fall alldeles för långsamt för att man direkt ska kunna härleda det till syfilis. På senare år har därför andra teorier om Nietzsches galenskap förts fram; bland annat har hjärntumör diskuterats, samt pannlobsdemens, eller möjligen den ovanliga kärlsjukdomen CADASIL.
Försvagad av överansträngning, magkatarr, ögonproblem och "hjärnlidande" återupptog han lärarverksamheten. 1876 begav han sig till Sorrento på vetenskaplig resa för att återhämta sina krafter. Han hade precis givit ut Richard Wagner in Bayreuth och resan gjorde brytningen mellan Wagner och honom till ett faktum; de hade blivit alltför olika. År 1877 reste han vidare till Neapel, badorten Ragaz, Rosenlaui och återkom till Basel i september. Sina anteckningar från resan började han omforma till ett bokmanuskript med hjälp av en sekreterare som han anställde, Heinrich Köselitz, som kom att stanna hos honom livet ut. Resultatet, Menschliches-Allzumenschliches. Ein Buch für freie Geister, utgavs 1878. Boken fick goda vitsord av Nietzsches brevvän Jacob Burckhardt och vännen Paul Rée, medan barndomskamraten Erwin Rohde var förfärad, liksom Cosima Wagner som blivit religiös.
Den 2 maj 1879 nödgades Nietzsche begära avsked från professuren Basel till följd av sviktande hälsa. Dessutom uteblev studenter från hans föreläsningar på grund av debaklet kring hans skrift Die Geburt der Tragödie som väckte ett ramaskri bland filologiprofessorerna och som ansågs tillkommen för att befordra den germanska scenkonst som Wagner skapade i Bayreuth.

### Sjukdomsåren
När Nietzsche befriats från professuren, som han med tiden kommit att se som en börda, levde han ett irrande liv, besökte den ena badorten efter den andra, bodde kortvarigt i Zürich, Bern, Sankt Moritz och andra platser. För att dryga ut sjukpensionen bestämde han sig för att bli grönsaksodlare som Epikuros, men två händelser förhindrade planerna. Dels skrev han Vandraren och hans skugga, dels förvärrades sjukdomen. Under slutet av år 1879 var han så sjuk att hans mor i Naumburg fick sköta om honom, men 1880 begav han sig återigen ut på resor i Europa. Slutligen nådde han Venedig där han dikterade Morgenröthe. Gedanken über moralische Vorurteile (Morgonrodnad) för Köselitz, som följdes upp av Fröhliche Wissenschaft.

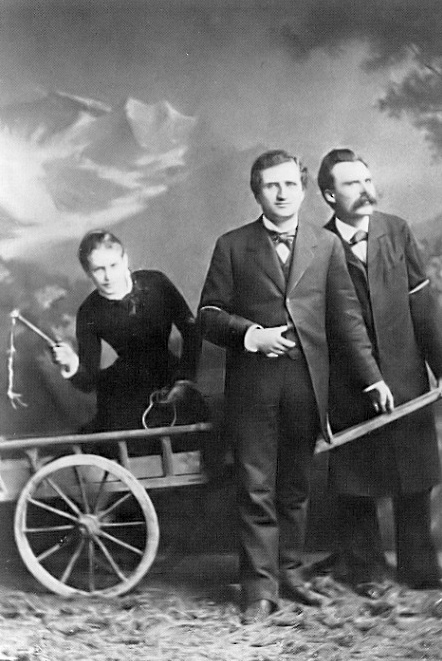
Detta är ett av de sista fotografierna som Nietzsche arrangerade. Framför vagnen står han själv och Paul Rée, medan Lou Salomé piskar på dem. Fotografiet är taget 1882 i Luzern.

År 1882 befann sig Nietzsche liksom makarna Wagner i Palermo, men utan att en försoning ägde rum reste han vidare till Rom. I Rom lärde han känna Lou Salomé. Det ryktades om att han nu hade funnit en hustru i denna radikala unga dam, en högt bildad och filosofiskt lagd ryska, som han liksom vännen Rée förälskade sig i. Båda vännerna fick nej på sina frierier, men de tre umgicks någon tid. Det var hon som var upprinnelsen till Zarathustras uttalande "Går du till kvinnan, glöm inte piskan", vilket, troligen felaktigt, tagits för sadomasochism. Mirjam Tapper har i sin bok "Den blonda besten hos Nietzsche - Lou Salomé" (2008) visat hur Nietzsches känsla av att ha varit dompterad av denna viljestarka dam tar sig uttryck i att han skriver in de berömda orden i sin bok Also sprach Zarathustra, en bok som skrevs under den tid då Nietzsche var hett förälskad i Lou Salomé. När Lou Salomé på 1930-talet fick frågan om Nietzsche hade kysst henne svarade hon att hon inte kunde minnas. Under året växlade Nietzsches passionerade känslor för henne mellan hänförelse och förakt, om vartannat.
Sjukdomen ledde till att Nietzsche började ta opium i stora kvantiteter och tvingades dra sig undan sällskapslivet, medan Lou Salomé och Paul Rée under slutet av år 1882 befann sig i Berlin. Salomé introducerade Nietzsches filosofi för Georg Brandes där och gjorde i övrigt mycket för att förbättra hans skamfilade rykte inom filosofin. Samma år påbörjade Nietzsche arbetet Also sprach Zarathustra, som han blev färdig med 1885.
Under hela 1880-talet vistades Nietzsche huvudsakligen i medelhavsområdet. Systern Elisabeth gifte sig sent omsider med antisemiten Bernhard Förster, och paret flyttade till Paraguay för att grunda ett ariskt samhälle – det är mycket väl etablerat att han bröt med sin syster på grund av hennes antisemitiska anknytningar.[källa behövs] År 1886 gav han ut Jenseits von Gut und Böse (Bortom gott och ont), där storhetsvansinnet började bli uppenbart vilket bidrog till att de som brukade stödja honom, Burkhardt, Rohde med flera, vände honom ryggen, medan Hippolyte Taine, som hyllas i verket, i ett tackbrev berömde dess vitala form och förutspådde att verket skulle öppna läsarnas ögon. Taine och Burkhardt blev slutligen de enda samtida tänkarna som han respekterade.
Åren strax innan sinnessjukdomen bröt ut fullständigt var några av Nietzsches mest produktiva och framgångsrika. År 1888 höll Georg Brandes sina Nietzscheföreläsningar som gav hans filosofi upprättelse; själv skrev han Zur Genealogie der Moral (Till moralens uppkomst), Antichrist, Götzendämmerung (Avgudaskymning) 1889, Ecce homo (postumt utgiven 1908), med flera böcker, allt under en eufori som ryckte honom från verklighetsuppfattningen. År 1888 flyttade han till Turin där han skrev dramer, det som senare skulle publiceras som Viljan till makt och musikkritiken Fallet Wagner i vilket Nietzsche fördömde Wagner för bland annat hans antisemitism.
I Turin, januari 1889, drabbades Nietzsche av ett slaganfall, från vilket han aldrig tillfrisknade. Samma år begick svågern Förster självmord, och systern återvände från Sydamerika. Efter en kort vistelse på psykiatriska institutet i Jena vårdades han av sin mor och efter hennes död av sin syster Elisabeth Förster-Nietzsche i Weimar. Samtidigt nådde hans namn den berömmelse han inte fick uppleva som frisk, till vilket inte endast Brandes bidrog utan även systerns biografi som utkom 1895. Under denna förlamning var han inte kontaktbar, men systern visade upp honom för intresserade som anlände från när och fjärran, iklädde honom vid tillfällena vit flanelldräkt och lät honom hålla mottagningar på en divan, "lugn" med "drömmande och med undrande blick" kände han inte längre igen någon. Hennes språkbruk om brodern blev i tilltagande grad fyllt av Kristusmetaforer.
Friedrich Nietzsche avled efter ett slaganfall den 25 augusti 1900 i Villa Silberblick, vilket var ett stort hus som hans syster hyrt åt honom. Två dagar senare hölls en sorgestund i hemmet till Johannes Brahms musik och dikter av Claus Groth. Han begravdes den 28 augusti på Röckens kyrkogård.

## Verk

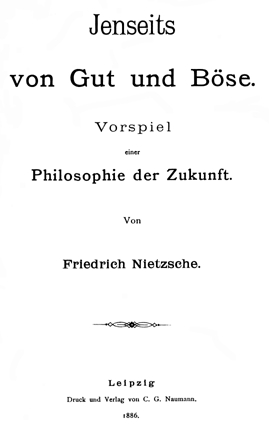
Titelbladet till första upplagan av Bortom gott och ont, 1886.

Systern Elisabeth lät uppföra Nietzschearkivet 1895, som året därpå flyttades till det hus i Weimar som tidigare hade hyst Goethe- och Schillerarkivet. Där samlade hon outgivet material och originalmanuskript av brodern, brev och anteckningar, som sedan delvis har utgivits, men på grund av Nietzsches stundom svårlästa handstil har utgivningen varit förenad med svårigheter. En del av det postumt utgivna materialet, till exempel vissa brev och Viljan till makt, förmodas numera vara förvanskningar eller rena förfalskningar som Elisabeth gjorde för att legitimera sina egna politiska åskådningar genom att lägga orden i den då berömde broderns mun.
Det första större arbetet som Nietzsche skrev var Tragedins födelse, som första gången översattes till svenska av Wilhelm Peterson-Berger (1902). Den bygger på en föreläsning han gav i februari 1870 om den antika grekiska tragedin, vilken som bekant var ett musikdrama, och om Sokrates. Han sände manuskriptet till ett förlag 1871, men ångrade sig efter att de inte verkade intresserade, och utgav det vid ett annat, i januari 1872. Av samtiden hånad, har den senare blivit betraktad som en milstolpe inom estetiken och psykologin.
Vom Nutzen und Nachteil der Historie für das Leben (1874, svensk översättning Historien och livet, 1924) är en historiografisk redogörelse av Nietzsches syn på vad historieämnet må tjäna mänskligheten för syfte. För att historieämnet skall vara legitimt, måste det sättas i relation till nuet och dess problem. I detta verk tror han ännu på eviga värden: dessa finns uttryckta i det antika grekiska dramats estetik – där är uttrycket ursprungligt, oavhängigt symboler. Schopenhauer som uppfostrare (1874) brukar betraktas som en emersonsk parafras. I denna vill Nietzsche förklara varför Schopenhauers filosofi vore räddningen av den tyska kulturen.
I Mänskligt-Alltförmänskligt (1878), som utgavs i sitt slutliga utökade och reviderade skick 1886, märks en påtaglig inverkan av Paul Rées tankar. I den ingår Vandraren och hans skugga. Morgenröthe (1881), 575 aforismer, uppfattade han själv som så extrem att han förbjöd sin mor och syster att läsa den. I den börjar kritiken mot kristendomen bli mer konsekvent och uttalad, och som följd av detta ökar den moraliska relativismen och nihilismen. Den glada vetenskapen (1883) tillkom efter läsningen av Kuno Fischers bok om Spinoza (en del av Den nyare filosofins historia). Redan i föregående bok hade Nietzsche börjat ifrågasätta existensen av ett medvetande och ett jag, något som kommer till klarare uttryck i Den glada vetenskapen, och över varje förnuft och logik ställer han nu driftslivet. 
Så talade Zarathustra är en av Nietzsches mest lästa böcker. Det är till formen en berättelse om Zarathustra som efterliknar Bibelns framställningssätt. En viktig biografisk förutsättning för boken är förälskelsen i Louise Salomé och besvikelsen detta ledde till. Han skrev verket 1883 till 1885, men sista delen utgavs endast till en privat krets eftersom de föregående delarna inte sålt tillräckligt. Genom Zarathustra framställer Nietzsche sin syn på världen och olika ting.
Bortom gott och ont (1886) fick han ge ut på eget förlag, och han hade bara råd att trycka 400 exemplar. Den utgörs av 296 stycken som självständigt behandlar olika ting. Hans samtid hade svårt att fördra det "sfinxartade" i boken, som i en recension kallades farlig. Om moralens härstamning (1887) är en rätts- och moralfilosofisk redogörelse med historicistisk förklaringsmetod. I Fallet Wagner (1888) gör Nietzsche slutligt upp med romantiken och sin vän Richard Wagner. Avgudaskymning – eller hur man filosoferar med hammaren (1889) med vilken han avsåg sammanställa sin filosofi, är en uppgörelse med Charles Darwin och ett mångtydigt erkännande av de svaga för deras anderikedom, samtidigt som han hyllar Julius Caesar. Antikrist, förbannad vare kristendomen (1889) är Nietzsches sista attack mot kristendomen, i vilken tonfallet hårdnat.
År 1888 utkom hans självbiografi, Ecce Homo – eller hur man blir den man är.

## Nietzsche som filolog och filosof

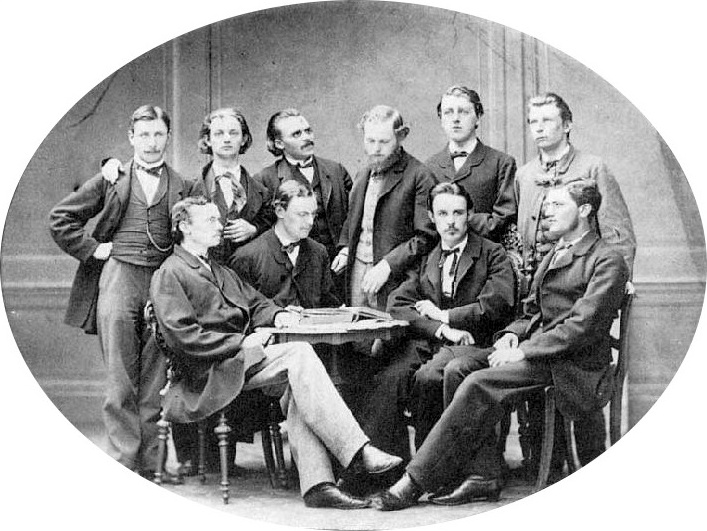
Nietzsche (tredje från vänster i övre raden) med Philologische Gesellschaft in Leipzig.

Som filolog väckte Nietzsche uppmärksamhet bland annat genom studier över Theognis och Diogenes Laertius samt sina föreläsningar. Ännu hans första större arbete, Geburt der Tragödie aus dem Geiste der Musik (1872; Tragediens födelse, 1902), behandlade ett ämne ur den klassiska filologin, även om det historiska problemet endast tjänade honom som uppslag för att framställa den livsåskådning som höll på att arbeta sig fram hos honom och åt vars utveckling han ägnade alla följande verk. 
Varken samtidens filologer eller filosofer av facket ville emellertid räkna honom bland de sina. Han är nämligen i alla sina skrifter lika mycket poet  som tänkare, mera inspirerad siare än systematisk forskare. De abstrakta begrepp med vilka fackfilosofen arbetar med var för honom för torra och tomma; i deras ställe satte han fantasimättade bilder och använde en narrativ framställning. Nietzsche strävar inte efter att i det yttre ge sina tankar systematisk form. Visserligen växlade han flera gånger ståndpunkt och kritiserade sig själv, och även inom samma skrift av honom är det ofta lätt att påvisa motsägelser. 

### Viljefilosoferna
Nietzsche räknas till samma grupp filosofer som Schopenhauer, Eduard von Hartmann, och Kierkegaard, vilka gemensamt går under benämningen "viljefilosofer" eller "livsfilosofer" (med flera namn). Dessa sammanbinds av vissa nämnare: 
- utanförskap – de erkändes inte av samtida intellektuella
- polemik mot samtidens tankeströmningar, framför allt mot Hegel, och kritiken som kraftkälla till deras skapande
- personlig stil – för Nietzsches del genom att återupptäcka aforismen och maximen i La Rochefoucaulds och La Bruyeres tappning
- religionskritik
- utgångspunkt i existensen

### Grundtankar
Grundproblemet för Nietzsche är alltid kulturens gåta. En gåta som han vill lösa, inte historiskt, utan som etiskt framtidsproblem – en historicism märks enbart i hans härledningar och förklaringar allt medan han förkastar traditionen. Hur ska mänskligheten bringas till högsta möjliga utveckling? Vid sökandet efter svaret på denna huvudfråga har han visserligen under olika tider slagit in på skilda vägar, men dessa går alla åt samma håll som hans stora patos: oppositionen mot samtidens demokratiska jämlikhetsidéer. Brandes karaktäriserade hans ståndpunkt som aristokratisk radikalism, och detta uttryck har av Nietzsche erkänts som det mest träffande. Det är inte massans utveckling han har för ögonen, utan övermänniskans.
Filosofen ska enligt hans åsikt inte forska rätt på den givna verklighetens orsaker och sedan bara lyda naturen; hans uppgift är istället att själv ge livet mening och värde och att skapa en ny mänsklighet. Detta som en konsekvens av att värden är konstruktioner, och inga universalier existerar. 
Den inre konsekvensen i Nietzsches filosofi är oavlåten strävan uppåt, alltid med egna krafter, utan varje bundenhet av tradition eller andras meningar. För det stora målet vet han inte av någon hänsyn; han "filosoferar med hammaren" och krossar även de fagraste illusioner. Själva sanningen förkastar han, om den inte kan tjäna som medel att föra mänskligheten till dess högsta kultur: den är metaforisk, antropomorfierad och metonymisk. Därför vill han rycka upp med rötterna hela den föregående utvecklingen och grunda mänsklighetens historia från början igen. Huruvida han därför skall betraktas som en politisk filosof har dryftats ofta, men som regel brukar den tanken tillbakavisas – han talar inte om samhällsförändringar utan om att förändra moralen i samhället.
Ända sedan han som gymnasist skrivit Öde och historia i sällskapet Germania 1862 förfäktar han tanken att hans egna depressioner beror av kristendomen – därur växer en slutsats att den kristna moralen är förkastlig och förkonstlad. Det är slavmoral, menar han, som kväser herremoralen. Detta hänger samman med att han är ateist, och ateismen upphöjer han till herremoral. Central i hans filosofi står hans teori om viljan till makt, som han ser som generatorn av handling och historia. Viljan till makt är en vilja att skapa mening genom tolkning av världen. All sådan tolkning är konstruktioner av illusioner varigenom historien upprepar sig och allting återkommer.
Lidandet är en essentiell och ofrånkomlig del av livet, menade Nietzsche, och att bejaka lidandet var därför att bejaka livet. Uttryckligen förespråkar han en våldsideologi i stället för försonande förståelse av olikheter, men huruvida dessa uppmaningar till våld bör tolkas bokstavligt har ifrågasatts senare, bland annat av Karl Jaspers.

### Schopenhauerperioden

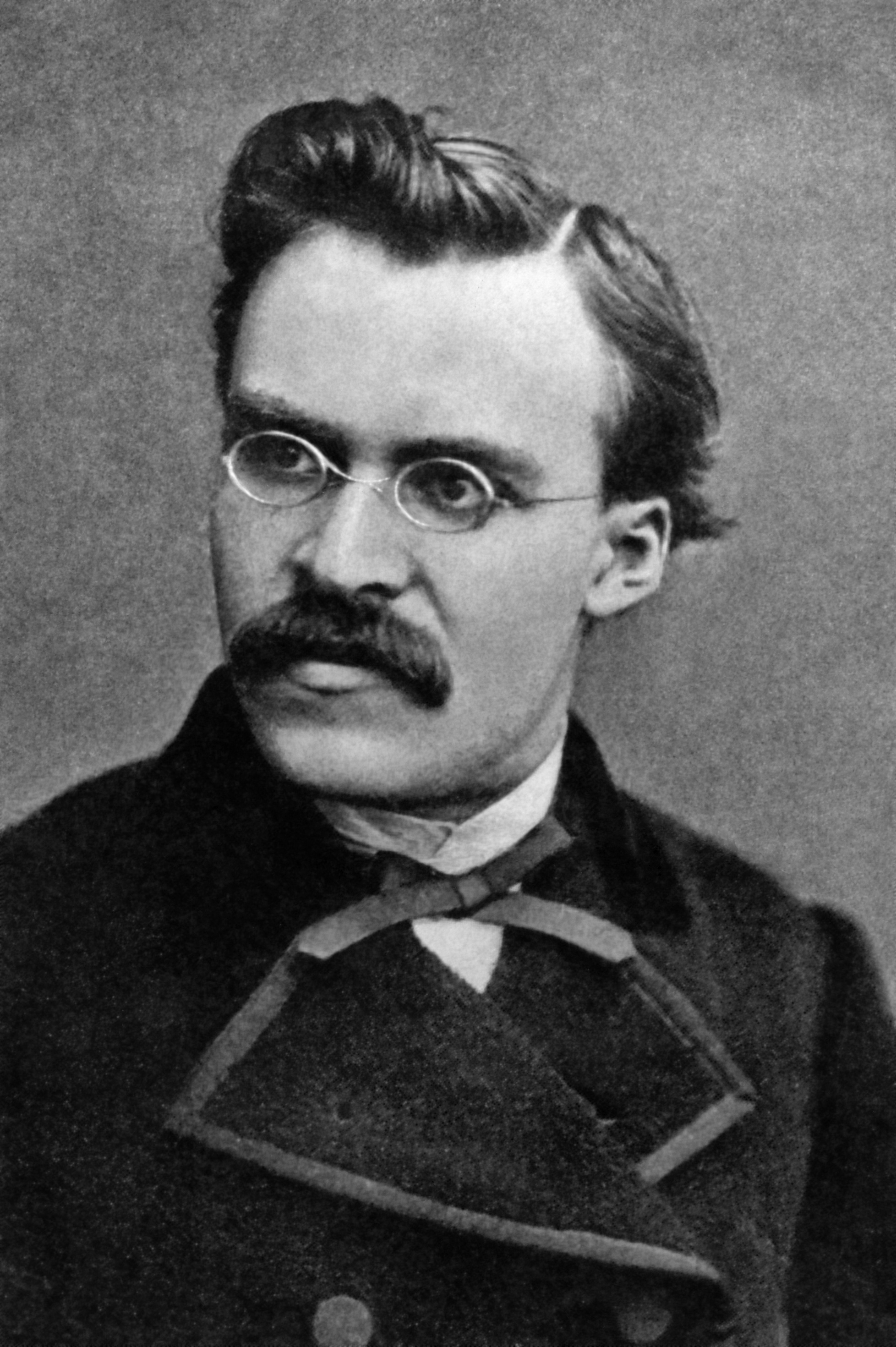
Nietzsche runt 1869.

I Nietzsches utveckling som tänkare kan man urskilja tre huvudperioder. Under den första, ungdomsperioden, är Schopenhauer och Wagner hans läromästare. Det är dessas tankar han söker sammangjuta i avhandlingen Die Geburt der Tragödie till en enhetlig estetisk livsåskådning. Enligt denna är hela världen blott för konstens skull skapad av urenheten, vilken som "det evigt lidande och självmotsägande behöver den hänförande visionen, det njutningsfulla skenet till sin egen ständiga försoning". 
Världen är en dröm eller dikt av en gud, som däri söker tröst för sina egna lidanden. I två olika former verkar därvid den danande gudakraften, dels som den dionysiska konstdriften, "musikens ande", formlös och frossande i de entusiastiska känslornas rus, dels den apolliniska driften, som besjälar bildhuggaren och den episke skalden och leder dem att harmoniskt dana allt i fasta, plastiska former. Om den förra är besläktad med ruset, så är denna drömmens frände. I den grekiska tragedien har de båda för första gången samverkat. Så föds tragedien ur musiken. Och tragikens anda är det naturliga uttrycket för den lidande gud som danat världsalltet. 
Därför trodde Nietzsche att redan grekerna varit pessimister, och hoppades på en omdaning av den moderna kulturen i samma riktning genom att något hundratal därför rätt förberedda unga män grep verket an och lärde även de andra att med sympati ta del i det eviga lidandet och i Wagners musik finna "den metafysiska konstens tröst". Hans estetik från denna tid har varit betydelsefull, framför allt för att den erbjudit ett alternativ till Aristoteles förhärskande idé om konsten som katharsis: den grekiska tragedin, menade Nietzsche, gav inte människan rening, utan verkade mimetiskt som en sanningsenlig framställning av livets krafter.
Från väsentligt samma ståndpunkt utgår även hans fyra Unzeitmässige Betrachtungen (1873–1876), av vilka de två första är stridsskrifter mot "bildningsfilistern" David Strauss och den historiska riktningen i den senare bildningstraditionen, under det att de två senare, Schopenhauer als Erzieher och Richard Wagner in Bayreuth, positivt utvecklar det nya idealet i anslutning till Nietzsches dåvarande läromästare. När Wagner "hjälplös och bruten sjönk ned framför det kristna korset" vände sig Nietzsche oåterkalleligen från honom. På samma gång växte han ifrån den Schopenhauerska pessimismen. Därmed förs han över till sin andra period.

### Den positivistiska perioden

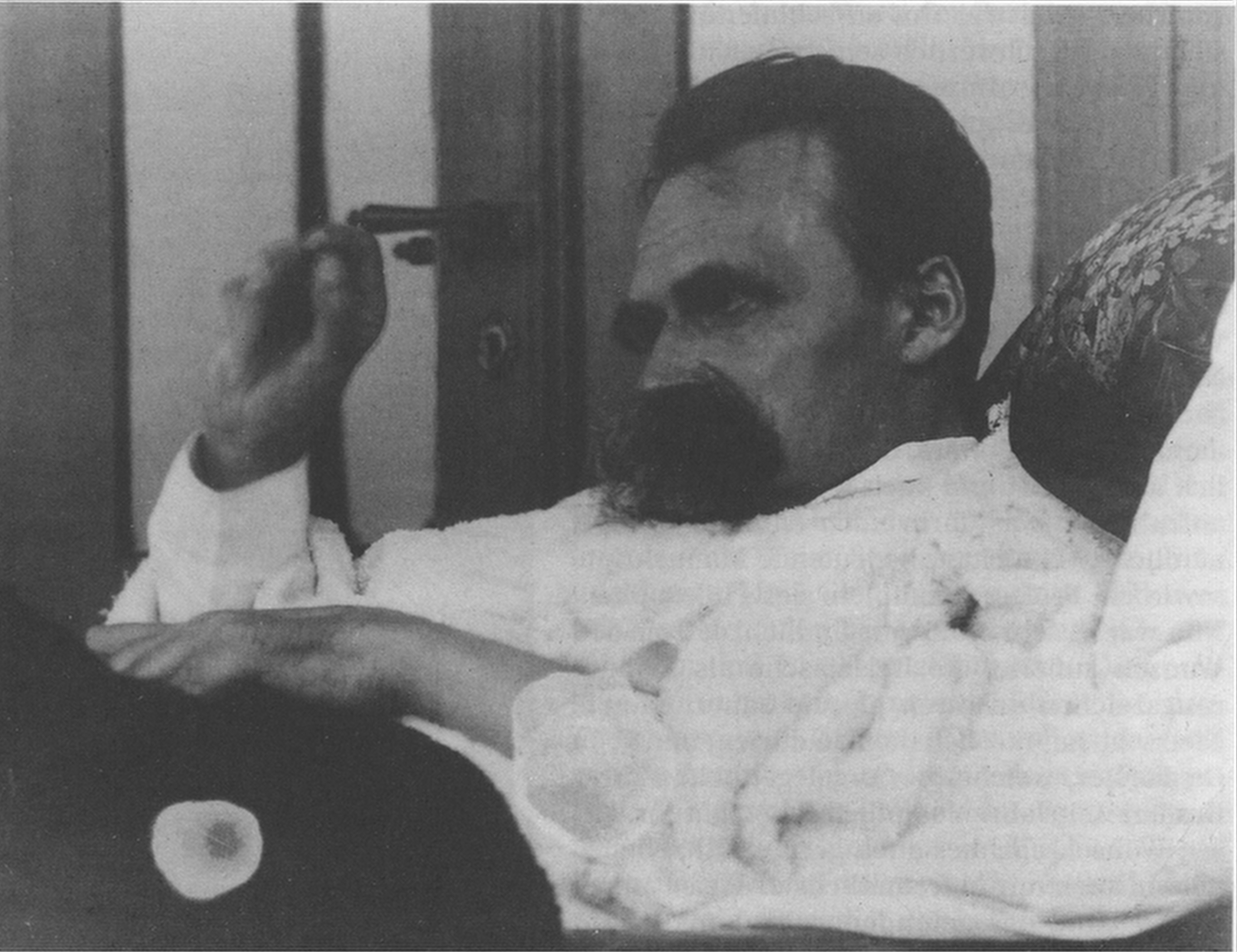
Nietzsche runt juni till augusti 1899.

Denna andra period kan karakteriseras som positivistisk-rationalistisk, och dess huvudarbete är Menschliches allzumenschliches (3 band, 1878-80), betecknat som "ein Buch für freie Geister" – en bok för fria andar – och tillägnat Voltaires minne på 100-årsdagen av hans död. Boken utgörs av drygt 600 aforismer i nio delar. Den är i det stora hela ett uppbrott från romantiken.
I den skönhetsdruckne Dionysos' ställe träder här den lugna, klara gudinnan Athena. Det dionysiska kallas nu kraftkällan och det apolloniska regulator, och jämförs i Paul Brocas efterföljd med de respektive hjärnhalvorna: detta fick betydelse på 1900-talet när hans psykologi återföddes av Roger Sperry, Julian Jaynes och Walter Kaufmann. I stället för konsten, som förlett människorna till så många filosofiska och religiösa villfärder, lämnas nu kulturens högsäte åt vetenskapen. Historien, belyst av darwinismen, kommer till sin rätt och inom moralen lutar Nietzsche nu åt utilitarismen och i det hela en förståndsbaserad livsåskådning. I Menschliches allzumenschliches finns också Nietzsches åkallande av "det högre Självet" som fått betydelse för psykologin.
I Die Morgenröte (1881) söker han till och med förklara känslorna och drifterna intellektuellt som dunkla, ärvda reminiscenser från omdömen som en gång fällts av våra förfäders förstånd. Han har flytt till vetenskapen för att finna skydd mot Wagner och konsten, som gäckat hans förhoppningar, och söker avsvärja alla kära illusioner. I längden lyckades detta inte. Redan i Die fröhliche Wissenschaft (1882), vars andra upplaga (1887) tillökades med dikterna Lieder des Prinzen Vogelfrei (Prins Fågelfri, 1901), förebådas det nya omslaget.

### Zarathustraperioden
Fullt inträder detta med Zarathustra-perioden, som framför allt representeras av Nietzsches mest originella och berömda arbete, Also sprach Zarathustra (Sålunda/Så talade Zarathustra), varav fyra delar utkom 1883-86 och utkast till en femte del införts i tolfte delen av hans samlade arbeten. Vid dess sida står Jenseits von Gut und Böse (1886; Bortom godt och ondt, 1904) och Zur Genealogie der Moral (1887; Till moralens genealogi, 1905), i vilka han vill ge kommentarer till Zarathustraboken, den bittra stridsskriften Der Fall Wagner (1888) och den sammanfattande slutskriften Die Götzendämmerung (1888; Afgudaskymning, 1906). Av det planlagda huvudarbetet Der Wille zur Macht, Versuch einer Umwertung aller Werte var 1888 enbart första boken, Der Antichrist (Antikrist, 1899), färdig. 
I dessa skrifter återvänder Nietzsche i viss mån till den första periodens åskådningssätt, men med tillgodogörande av vissa grundtankar även från den andra. Till full klarhet lyckas han dock aldrig arbeta sig fram, särskilt i följd av de passionerade antipatier som förledde honom att med överdrivna kritiska utfall oupphörligt avbryta den positiva tankegången. Minst gäller detta om Zarathustra där han låter sina åsikter förkunnas av den forniranska religionens profetiske grundläggare i ett symboliskt bildspråk, med förebilder från Avesta (zoroastrismens samling av heliga texter) och Gamla testamentet.
Det är i denna fas som Nietzsches brytning med Schopenhauer blir som mest markant. Medan båda fokuserade viljan och betraktade den som en motpol till förnuftet, ville Schopenhauer genom askes kuva viljan för bevarandet av kulturen och civilisationen. Nietzsche å sin sida propagerade i tilltagande grad för att släppa all vilja fri på bekostnad av allt som Schopenhauer ville bevara. Inte nog med detta: det är omöjligt att kväsa viljan, menar Nietzsche, viljan till makt kommer ändå att styra världen. Till en början ser han konsten som förlösare av den kuvade viljan, men överger den med tiden för vetenskapen.

## Zarathustra och Nietzsches "övermänniska"
Tankegången i Zarathustra börjar med att "Gud är död". "Om en gud finns, hur skulle jag kunna finna mig i att inte vara gud?" låter Nietzsche Zarathustra säga. Det nya ideal som skall sättas i guds ställe kan inte bli något annat än människan själv. Men inte den nuvarande, utan övermänniskan, den högre ras som skall utvecklas ur vårt släkte, liksom det nuvarande ur apornas. 
Först hade han tänkt sig att detta nya släkte skulle uppstå som det nuvarande genom rasförädling, genom arv under kampen för tillvaron, och hänvisade till ändamålsenliga äktenskap med avsiktligt könsurval. Men sedan gör han gällande att på sådant sätt kommer endast husdjuren till och de människor som likna dem: "hjordmänniskorna", de "mycket-för-många". Övermänniskan blir då endast det lyckliga undantagsfallet, resultatet av generationers samlade kraft som plötsligt bryter fram som en explosion som av minsta tillfälliga anledning kan framkallas. I Om moralens härstamning definierar han "den ädlaste rasen" – det är vilddjuret, en blond best som spejar efter rov och vinning, och denna "dolda grundnatur kräver tid efter annan en utlösning: vilddjuret måste släppas löst, det måste tillbaka till vildmarken igen."
"Jordens mening" blir då inte ett nytt släkte utan på sin höjd några få individer för vilkas skull alla de andra är till. På sådant sätt är Nietzsche konsekvent i sin aristokratiska individualism, som inte vet av något annat mål för den stora massan än som medel för de få, för de starka, hänsynslösa, som besjälas av sin "vilja till makt" och "distansens patos". 
För övermänniskorna gäller en annan moral än för massan, hos vilken kristendomens negativa dygder, ödmjukheten, lydnaden och medlidandet, är på sin plats. Det är slavarnas moral, men inte herrarnas. För dessa betydde ursprungligen god detsamma som stark och duglig, och dålig detsamma som svag. När judarna och de kristna införde en motsatt sedelära, enligt vilken herrarnas egoism brännmärktes som synd och självuppoffringen adlades till dygd, så var detta ett "slavuppror inom moralen", och gång på gång har detta sedan förnyats i historien så snart herremoralen för någon tid kommit till sin rätt. Så var Luther en återinförare av slavmoralen efter renässansens kraftperiod och Nietzsche skänker i stället sina sympatier åt Cesare Borgia och Napoleon, "detta personifierade problem av det förnämsta idealet, syntesen av omänniska och övermänniska".
Eftersom moralen (bestämningen av gott och ont) endast betraktas som den romerska eller judiska kulturens uppfostran av djuret människan, följer synsättet att kulturen uppställt ett antal rättsbegrepp som människan måste lära. Dessa är att avge och hålla löften, samt medvetandet om ansvar och samvete. Eftersom sådana samhällskrav kuvar vilddjuret, vänder sig Nietzsche emot dem, och resonerar utifrån ett rättsfilosofiskt perspektiv omkring straffteori: straff är en betalning likartad med fördraget mellan borgenär och gäldenär. Nietzsche kan endast erkänna straffets legitimitet om det skapar gott, och använder det för sin tes om att människan är ett rovgirigt djur. "Utan grymhet ingen festivitas... Och också över straffet ligger det ju något så festligt!" I sig finns inget rätt eller orätt, menar Nietzsche, så inte heller vad beträffar mord, våldsdåd eller rån, eftersom de är essenser av själva livet, och varje rättstillstånd är enligt honom därför ett livsfientligt undantagstillstånd.
I motsats till kristendomens kärleksbud uppställer Zarathustra fordran: "var hård!" – ett berömt citat är "Det som inte dödar härdar". Medlidandet ökar enbart eländet i världen; det är därför en synd för övermänniskan, "det blonda vilddjuret". Hårdhet fordrar han, men först och främst hårdhet mot sig själv, obändligt sträng självbehärskning för att bevara livets förnäma fulländning och bekämpa allt lågt och svagt i den egna naturen, dit han lika väl räknar njutningslystnaden som nyttighetssträvandet. 
Den starke skall vörda sig själv som representant för livet, och bejaka detta i alla dess former. Som sin morals mästarprov uppställer därför Nietzsche tron på alltings återkomst. Läran därom utdrar Nietzsche som en konsekvens av lagen om kraftens bestånd. Enligt denna är krafterna i världen begränsade och därmed enligt Nietzsche även möjligheterna för de olika kombinationer vilka bildar livets händelser. En gång ska därför dessa möjligheter vara uttömda så att inget nytt kan inträffa. Då måste livet börja om igen och allt upprepas i precis samma former som det förut haft verklighet. Skulle vi verkligen vilja på detta sätt leva vårt liv om igen, med alla dess felsteg, alla dess missräkningar och lidanden? För Nietzsche, som led så mycket, var detta ett moraliskt kraftprov utan like. Men han trodde sig förpliktad att bestå det och kände det som den största, ädlaste segern när han även i detta kunde säga ja till livet. Detta ja blev därför spetsen av hans nya moral, och dogmen om "alltings återkomst" förkunnar han därför med nästan religiös fromhet. 
Men har han då inte brutit udden av sitt förakt och sitt hat till alla de personer och alla de historiska händelser som han förut utsatt för sin hånande kritik? Det förefaller också som om Nietzsche i slutet av Zarathustra intagits av försonligare stämning även mot de "mycket-för-många". Zarathustra, som förut levt i enslighet och förkunnat sin lära endast för några få utvalda, stiger till sist ned bland människorna och ger dem nya lagar. Kasternas inbördes strid är nu förbi; de härskande ska förvärva de behärskades tillit. Zarathustra förkunnar för mängden hoppet om övermänniskan och till sist även tron på "alltings återkomst". Han har förberett dem så att på hans fråga om de skulle vilja allt åter att de alla svarar ja, varefter Zarathustra dör av glädje. Kanske skulle denna försoning med demokratismen föranlett ett nytt omslag i hans utveckling om inte sinnessjukdomen avbrutit hans författarskap.

## Förhållandet till Gud och socialismen
Liksom synen på universalier, är Gud för Nietzsche en illusion och en metafor för de svaga, slavarna. Ytterst är Gudstron ett exempel av människans drift att tolka världen för att ge mening åt den: Gud är namnet på uppfattningen om det goda – moralen – som för troende blivit en norm för all tolkning. Det är övermänniskans uppgift att inse att Gud är död: den kristna Guden tillhör de gamla värdena som måste förkastas. Men vad gäller ersättningen för en Gud är Nietzsche pessimistisk, för illusionerna är oundvikliga, bestämda av människans bakgrund, biologi och psyke, och utmaningen för övermänniskan är att genomskåda detta ödesbestämda illusionsmakeri i sig själv. I såväl Den glada vetenskapen som Så talade Zarathustra har Nietzsche skrivit att Gud är död, men det föreligger oenighet i frågan om hur "Guds död" skall tolkas. Enligt den ateistiska humanismen har detta tolkats som att en teocentrisk världsbild har fått ge vika för en antropocentrisk. Andra, till exempel Gianni Vattimo, har i stället sett det som en metafor för att den absoluta sanningen tillbakavisats till förmån för en tolkningens pluralism och grundlöshet. Gud-är-död-argumentet användes i synnerhet av de ateistiska existentialisterna, för vilka det avsåg att ingen auktoritativ norm är på förhand given, utan människorna måste själva ta den döde gudens plats.
Trots att Nietzsche uttryckligen var motståndare till socialismen och dess kollektivism och arbetarrörelse, har många med Thomas Mann i spetsen menat sig finna socialistiska tankegångar i hans skrifter. Bertrand Russell liknade Marx och Nietzsche vid varandra, och menade att de till skillnad från en mildare socialism på kristen tradition, måste grupperas som splittringens apostlar. Andra har pekat på att det dels finns proletära drag hos försokratikerna som synes ha tilltalat Nietzsche, dels föraktade han rikedom. Detta gäller också hans straffteori i Om moralens härstamning som han sätter i en socioekonomisk symbolvärld med borgenär och gäldenär och därför tillbakavisar giltigheten av. Efter att ha fungerat som influens åt reaktionärer, blev Nietzsche sålunda en förgrundsgestalt för den nya vänsterfilosofin i Frankrike. Michel Foucault förklarade sambandet: "För många av oss unga intellektuella var intresset för Nietzsche eller Bataille inte ett sätt att avlägsna oss från marxismen eller kommunismen. Tvärt om var det den enda kommunikationskanalen och den enda öppningen mot det som vi trodde att kommunismen skulle kunna ge oss." Även den franske filosofen Michel Onfray tolkar Nietzche som vänstersympatisör i sitt hedonistiska manifest "Kraften att leva".

## Betydelse

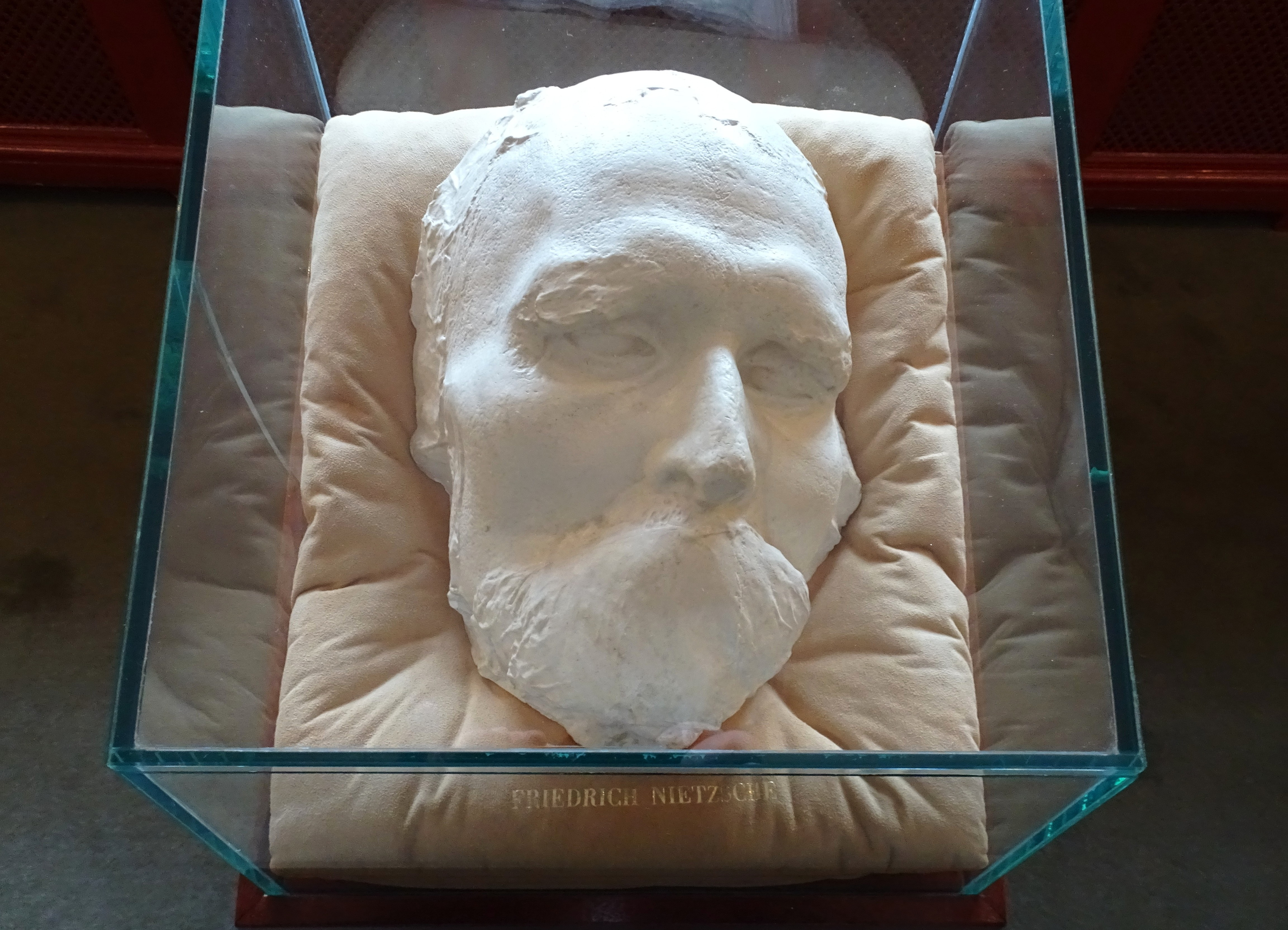
Nietzsches dödsmask i Thielska galleriet.

Tänkandet under 1900-talet brukar betecknas som antiintellektualistiskt – en misstro till den platonska och aristoteliska tron att förnuftet skall åstadkomma förbättringar av samhälle och människa, eller att förnuft segrar över oförnuft. I stället har drifter och instinkter tillskrivits högre värde, som överställda förnuftet. Tillsammans med Schopenhauer, Kierkegaard och Henri Bergson är Nietzsche denna strömnings främsta föregångare. Paradoxalt är Nietzsche samtidigt en förespråkare av positivism och vetenskapstilltro, detta dock på en striktare elitistisk grund än de demokratiska empiristernas rationalism. "Den sanna tolkningen" av Nietzsche är en kontroversiell fråga, och han omtolkas ständigt för att därigenom påverka de mest olika tänkarna.
Eftersom Nietzsche är en av de första att påstå att rätt och orätt är illusoriska värdekonstruktioner av det kristna idéarvet, blev han en av värdenihilismens grundare och ett av nihilismens stora namn generellt. Med nihilism avsåg han inte att allt var tillåtet, utan att övermänniskan konstruerar nya värden utifrån sin vilja till makt. Detta fick betydelse för den så kallade Uppsalaskolan i rättsfilosofin, och senare för konstruktivismen (Michel Foucault med fler) och existentialismen (Sartre).
Trots att Nietzsche var motståndare till antisemitismen och kritisk mot den tyska nationalismen, blev han en viktig inspiration till nazismen och fascismen, där en hel Nietzschemyt odlades. En orsak till detta är boken Vilja till makt, som utgavs av systern Elisabeth postumt, och som det numera betvivlas att han är upphovsman till – systern var en frontfigur i Nazityskland tills hon avled 1935. Hur förhållandet mellan Nietzsche och nazismen skall beskrivas är omstritt, inte minst eftersom Nietzsche själv är inkonsekvent i sitt förhållande till "blonda, tyska arier" kontra judar och judendomen. Att han fungerade som en fundamental inspirationskälla till nazismen är ett obestridligt faktum, men ändå brukar sambandet förklaras vara anakronistiskt och orättvist eftersom "den övermänniska han drömde om var en andens aristokrat, inte en primitiv huligan i SA-uniform." En sådan omvärdering av Nietzsches åskådning inträffade först från och med 1970-talet. Det är dock inte helt avfärdat att Nietzsches filosofi bör kategoriseras tillsammans med politisk totalitarism. Den franska filosofen André Glucksmann är en av de mer namnkunniga proponenterna för synsättet att Nietzsche tillsammans med landsmännen Fichte, Hegel, och Marx i deras humanvetenskap och revolutionsidéer grundlagt de tankesystem som resulterade i de totalitära staternas befolkningskontroll och den strävan efter samhällsförändring som kännetecknade dem. Nietzschearkivet i Weimar erhöll 1906 300 000 Mark genom en testamentorisk donation av den judiske mecenaten Ernest Thiel, på Thielska galleriet finns en kopia av Nietzsches dödsmask. Ernest Thiel var översättare av Nietzsche.
Genom bekantskapen med Georg Brandes fick Nietzsche flera efterföljare i Skandinavien, framför allt författare. Dit hör August Strindberg, Edith Södergran, Karin Boye, Vilhelm Ekelund, Ellen Key, Ola Hansson och många andra modernister. Han blev likaledes en föregångsman till psykoanalysen genom Sigmund Freuds, Carl Jungs och Alfred Adlers intresse för honom. Den psykoanalytiskt skolade, franske surrealisten André Breton valde ut ett brev som Nietzsche skrev den 6 januari 1889 i Turin till Jacob Burckhardt för sin antologi om svart humor, Anthologie de l'humour noir (1940), ett brev som börjar "När allt kommer omkring skulle jag mycket hellre vara professor i Basel än Gud; men jag har inte vågat dra min privata egoism så långt..."
Bland filosofer fick han sitt stora genombrott i Frankrike på 1960-talet. De tongivande Michel Foucault, Jean-François Lyotard, Jacques Derrida, och Gilles Deleuze och andra poststrukturalister och postmodernister var uttryckligen nietzscheister. Samtidigt uppstod en cynism mot demokrati och rationalitet bland västerlandets tänkare, vilket härleddes från Nietzsche. Nihilismen vad beträffar skönhet, sanning och värden blev allenarådande. Genom den franska filosofins starka ställning internationellt, överfördes sålunda Nietzsches tankar till de flesta länder än en gång.

## Citat
Gott ist tot! Gott bleibt tot! Und wir haben ihn getötet.

Gud är död! Gud förblir död! Och vi har dödat honom. [Den glada vetenskapen 125]
Was ihn nicht umbringt, macht ihn stärker.

Vad som inte dödar honom, gör honom starkare. [Ecce Homo 2]
Das Wort schon »Christentum« ist ein Missverständnis -, im Grunde gab es nur einen Christen, und der starb am Kreuz.

Ordet 'Kristendom' är ett missförstånd – i verkligheten fanns det bara en Kristen, och han dog på korset. [Antikrist 39]

## Utmärkelser
Asteroiden 7014 Nietzsche är uppkallad efter honom.

### Verk

#### Filologiska verk
- Zur Geschichte der Theognideischen Spruchsammlung, 1867
- De Laertii Diogenis fontibus, 1868/69
- Homer und die klassische Philologie, 1869
- Analecta Laertiana, 1870
- Das florentinische Tractat über Homer und Hesiod, 1870 (Certamen Homeri et Hesiodi)

#### Filosofiska verk, diktning och självbiografiskt
- Fünf Vorreden zu fünf ungeschriebenen Büchern (1872) KSA 1:
  - Fem företal till fem oskrivna böcker (I. "Über das Pathos der Wahrheit", II. "Gedanken über die Zukunft unserer Bildungsanstalten", III. "Der griechische Staat", IV. "Das Verhältnis der Schopenhauerischen Philosophie zu einer deutschen Cultur", V. "Homers Wettkampf"). Ingår i: Efterlämnade skrifter 1872-1875 (översättning Jonas Asklund [m.fl.], Symposion, 2005). [Del av Samlade skrifter, 2]
- Die Geburt der Tragödie, 1872 KSA 1
  - Tragediens födelse (översättning Wilhelm Peterson-Berger, Gernandt, 1902)
  - Tragedins födelse (översättning Martin Tegen och Joachim Retzlaff, Symposion, 2000) (Samlade skrifter ; 1)
- Über Wahrheit und Lüge im außermoralischen Sinn (1872) KSA 1
  - Om sanning och lögn i utommoralisk mening. Ingår i: Efterlämnade skrifter 1872-1875 (översättning Jonas Asklund [m.fl.], Symposion, 2005). [Del av Samlade skrifter, 2]
- Die Philosophie im tragischen Zeitalter der Griechen (1873) KSA 1
  - Filosofin under grekernas tragiska tidsålder ((översättning Martin Tegen och Joachim Retzlaff, Symposion, 2000) [Ingår i Tragedins födelse, Samlade skrifter, 1)
- Unzeitgemäße Betrachtungen, 1873–1876 KSA 1 und 2
  - Otidsenliga betraktelser I-IV (översättning Jonas Asklund, Svenja Blume, Carl-Göran Ekerwald, Margareta Holmqvist, Joachim Retzlaff, Nikanor Teratologen och Ingrid Windisch, Symposion, 2005) (Samlade skrifter ; 2)
  - David Strauß, der Bekenner und der Schriftsteller, 1873
  - Vom Nutzen und Nachteil der Historie für das Leben, 1874
    - Historien och livet: en otidsenlig betraktelse (översättning Alf Ahlberg, Natur och kultur, 1924)

  - Om historiens nytta och skada: en otidsenlig betraktelse (översättning Alf W. Johansson, Rabén Prisma, 1998)
  - Schopenhauer als Erzieher, 1874
    - Schopenhauer såsom uppfostrare: otidsenliga betraktelser 3 (översättning Richard Hejll, Bonniers, 1925)

  - Richard Wagner in Bayreuth, 1876
- Menschliches, Allzumenschliches – Ein Buch für freie Geister (mit zwei Fortsetzungen), 1878–1880 KSA 2
  - Mänskligt, alltförmänskligt: en bok för fria andar (översättning Lars Bjurman) (Symposion, 2000) (Samlade skrifter ; 3)
- Morgenröte – Gedanken über die moralischen Vorurteile, 1881 KSA 3
  - Morgonrodnad: tankar om de moraliska fördomarna (översättning Peter Handberg, Symposion, 2001) (Samlade skrifter ; 4)
- Idyllen aus Messina, 1882 KSA 3
- Die fröhliche Wissenschaft („la gaya scienza“), 1882 KSA 3
  - Den glada vetenskapen (översättning Carl-Henning Wijkmark, Korpen, 1987)
  - Den glada vetenskapen: "la gaya scienza" (översättning: Carl-Henning Wijkmark, tolkning av rim och dikter Peter Handberg och Hans Ruin, Symposion, 2008) (Samlade skrifter ; 5)
- Also sprach Zarathustra – Ein Buch für Alle und Keinen, 1883–1885 KSA 4
  - Sålunda talade Zarathustra: en bok för alla och ingen (urval och öfversättning af Albert Eriksson, Gustaf Lindström, 1897)
  - Sålunda talade Zarathustra: en bok för alla och ingen (översättning Albert Eriksson, 4 uppl. genomsedd och bearbetad af Wilhelm Peterson-Berger, Svithiod, 1913)
  - Så talade Zarathustra: en bok för alla och ingen (översättning Wilhelm Peterson-Berger, Chelius, 1930)
  - Så talade Zarathustra: en bok för alla och ingen (översättning Tage Thiel, granskad och med företal av John Landquist, Medén, 1950)
  - Sålunda talade Zarathustra: en bok för alla och för ingen ; Sju sällsamheter: dikter (översättning Tage Thiel, Cavefors, 1970)
  - Så talade Zarathustra: en bok för alla och ingen (översättning Nikanor Teratologen, h:ström, 2007)
- Jenseits von Gut und Böse – Vorspiel einer Philosophie der Zukunft, 1886 KSA 5
  - Bortom godt och ondt (anonym översättning?, 1904)
  - Bortom gott och ont: förspel till en framtidens filosofi (översättning Lars Holger Holm, Symposion, 2002) (Samlade skrifter ; 7)
- Zur Genealogie der Moral – Eine Streitschrift, 1887 KSA 5
  - Till moralens genealogi: en stridsskrift (översättning Ernest Thiel, Bonnier, 1905)
  - Till moralens genealogi (översättning Olof Rabenius, Björck & Börjesson, 1917)
  - Om moralens härstamning: en stridsskrift (översättning Jan Sjögren, Rabén & Sjögren, 1965)
  - Till moralens genealogi: en stridsskrift (översättning Peter Handberg, Symposion, 2002) [Ingår i Bortom gott och ont, Samlade skrifter, 7]
- Der Fall Wagner – Ein Musikanten-Problem, 1888 KSA 6
  - Fallet Wagner: Nietzsche contra Wagner (översättning Albert Eriksson, Gustaf Lindström, 1898)
  - Fallet Wagner (översättning Ingemar Johansson, Symposion, 1992). Omtryckt i: Sena skrifter (Symposion, 2013) (Samlade skrifter ; 8)
- Dionysos-Dithyramben, 1889
  - Dionysos-dityramber (översättning Johan Flemberg och Peter Handberg). Ingår i: Sena skrifter (Symposion, 2013) (Samlade skrifter ; 8)
- Götzen-Dämmerung oder Wie man mit dem Hammer philosophiert, 1889 KSA 6
  - Afgudaskymning eller Hur man filosoferar med hammaren (översättning Ernest Thiel, 1906)
  - Antikrist ; Hammaren talar (svensk tolkning och urval med hänsyn tagen till senaste Nietzsche-forskning av Tage Thiel, Cavefors, 1971)
  - Avgudaskymning eller Hur man filosoferar med hammaren (översättning Thomas H. Brobjer). Ingår i: Sena skrifter (Symposion, 2013) (Samlade skrifter ; 8)
- Der Antichrist – Fluch auf das Christentum, 1895 KSA 6
  - Antikrist: försök till en kritik af kristendomen (översättning Albert Eriksson, Gustaf Lindström, 1899)
  - Antikrist ; Hammaren talar (svensk tolkning och urval med hänsyn tagen till senaste Nietzsche-forskning av Tage Thiel, Cavefors, 1971)
  - Antikrist (översättning Thomas H. Brobjer). Ingår i: Sena skrifter (Symposion, 2013) (Samlade skrifter ; 8)
- Nietzsche contra Wagner, 1895 KSA 6
  - Nietzsche kontra Wagner: ur en psykologs akter (översättning Thomas H. Brobjer m. fl.). Ingår i: Sena skrifter (Symposion, 2013) (Samlade skrifter ; 8)
- Ecce Homo – Wie man wird, was man ist, 1908 KSA 6
  - Ecce homo (anonym översättning?, Björck & Börjesson, 1923)
  - Ecce homo: hur man blir den man är (översättning Jim Jakobsson). Ingår i: Sena skrifter (Symposion, 2013) (Samlade skrifter ; 8)

### Svenska urvalsvolymer m.m.
- Prins Fågelfri: dikter (fritt och ofritt återgifna af Albert Ericsson, Nilsson & Bergling, 1901)
- En brevväxling mellan Nietzsche och Strindberg (utgiven av Karl Strecker, anonym översättng) (Aftonbladet, 1912)
- Så sjöng Zarathustra: dikter och fragment (i tolkning av Tage Thiel, granskade och med företal av John Landquist, Medén, 1951)
- Nietzsche (i urval och översättning av Carl-Henning Wijkmark, Prisma, 1966)
- Efterlämnade skrifter 1872-1875 (översättning Jonas Asklund [m.fl.], Symposion, 2005). [Del av Samlade skrifter, 2] [Innehåll: Vi filologer ; Om våra bildningsanstalters framtid ; Fem företal till fem oskrivna böcker ; Om sanning och lögn i utommoralisk mening]

### Musik (urval)
- Manfred-Meditation, 1872. Till Manfred av Lord Byron. Efter svidande kritik av Hans von Bülow[31] gav Nietzsche praktiskt taget upp komponerandet.
- Hymnus an die Freundschaft, 1874.
- Gebet an das Leben, NWV 41, 1882, och Hymnus an das Leben, Chor und Orchester, 1887: Nietzsche tonsatte 1882 en dikt av Lou von Salomé. Peter Gast omarbetade den till en komposition för kör och orkester vilken 1887 offentliggjordes under Nietzsches namn.

Mer om Nietzsches musik och fler ljudfiler, se här.